# Hellraiser: Hellworld
Hellraiser: Hellworld ist der achte Teil der Hellraiser-Reihe. Regie führte Rick Bota. Der Film wurde 2005 direkt auf DVD veröffentlicht.

## Inhalt
Hellworld ist der Titel eines neuen, unter Jugendlichen sehr beliebten Onlinespiels, das Pinhead und die Zenobiten zum Inhalt hat. Die fünf Protagonisten, begeisterte Anhänger des Spiels, werden über das Spiel zu der angeblich ultimativen Party zu Ehren des Spiels eingeladen. In einem abgelegenen Haus treffen sie auf einige bekannte Spieler und gemeinsam wird gefeiert. Der Gastgeber zeigt ihnen das Haus und da müssen die Jugendlichen feststellen, dass der Pinhead und seine Zenobiten nicht nur die Fiktion eines Computerspiels sind. Am Schluss erfährt der Zuschauer, dass jeder der fünf von dem Gastgeber eine Droge verabreicht bekommen hat, auf unterschiedlichste Weise.

## Synchronisation
Die deutsche Synchronfassung entstand bei der Neue Tonfilm Film- und Synchronproduktion GmbH in München.
| Rolle         | Darsteller        | Synchronsprecher         |
| ------------- | ----------------- | ------------------------ |
| Chelsea       | Katheryn Winnick  | Stephanie Kellner        |
| Jake          | Christopher Jacot | Hubertus von Lerchenfeld |
| Pinhead       | Doug Bradley      | Joscha Fischer-Antze     |
| Der Gastgeber | Lance Henriksen   | Rüdiger Bahr             |
| Derrick       | Khary Payton      | Benedikt Weber           |
| Mike          | Henry Cavill      | Jens-Holger Kretschmer   |
| Allison       | Anna Tolputt      | Melanie Manstein         |
| Officer Riley | Victor McGuire    | Gudo Hoegel              |

## Kritik
„Achter Teil der "Hellraiser"-Serie, in dem der einstige Aufhänger der Folgen, der Schmerzensmann Pinhead, nur noch am Rand in Erscheinung tritt. Der Horrorfilm überzeugt durch Originalität, gute Darsteller und solides Handwerk.“

## Hintergründe
- Ebenso wie der gleichzeitig vom selben Regisseur inszenierte Hellraiser: Deader wurde dieser Film in Rumänien gedreht.
- Regisseur Rick Bota inszenierte zuvor auch schon Hellraiser: Hellseeker.